# Гологоловая камбала
Гологоловая камбала или гладкая полярная камбала (лат. Pleuronectes putnami) — вид лучепёрых рыб из семейства камбаловых (Pleuronectidae). Донная рыба, обитающая в мелководных прибрежных соленых и солоноватых водах на глубине до 27 метров. Представители вида распространены в северо-западной Атлантике, от залива Унгава в Квебеке (Канада) и до Род-Айленда, США. Максимальная длина тела 30 сантиметров.

## Описание
Гладкая полярная камбала — правосторонняя камбала, по форме и внешнему виду напоминающая зимнюю камбалу (Pseudopleuronectes americanus). Глазная сторона имеет цвет от тёмно-серого до коричневого или почти чёрного и может быть одноцветной или пёстрой с более тёмными пятнами того же цвета; нижняя сторона белая.

## Ареал и среда обитания
Обитают на мелководье в соленых и солоноватых арктических и умеренных водах северо-западной Атлантики, у берега на мягком илистом дне устьев рек и бухт. Ареал простирается вдоль канадско-американского побережья от Квебека через Ньюфаундленд и Лабрадор, Новую Шотландию, остров Принца Эдуарда, остров Мэн, Нью-Гэмпшир и Массачусетс до Род-Айленда.

## Питание
Рацион гладкой полярной камбалы состоит в основном из беспозвоночных зообентоса, таких как ракообразные, моллюски и морские черви.